# Stormarn járás
Stormarn járás egy járás Schleswig-Holstein tartományban. 

## Története
Amikor Schleswig-Holstein 1867-ben Poroszország része lett, 19 új járás és a járás jogú Altona városa alakult Schleswig-Holstein tartományban a porosz modell szerint. Az egyik ilyen járás Stormarn is volt. A székhelye Reinbek volt. 1873 -ban a székhelyet Wandsbekbe költöztették.
Az 1937-es nagy hamburgi törvény (Groß-Hamburg-Gesetzes) eredményeként több községeket beépítették Hamburgba. Abban az időben a járás lakóinak körülbelül felét veszítette el. A járás székhelye azonban kezdetben Hamburg-Wandsbekben maradt.
1943-ban a járási adminisztrációs épületek elpusztításával az adminisztráció Wandsbekből Bad Oldesloeba költözött.
1949-ben Oldesloe végül hivataloson is a járási székhely lett.

## Városok és községek
| Önálló városok 1. Ahrensburg 2. Bad Oldesloe 3. Bargteheide 4. Glinde 5. Reinbek 6. Reinfeld | Önálló községek 1. Ammersbek 2. Barsbüttel 3. Großhansdorf 4. Oststeinbek |

Települések amik egy Amt (Lau 1) tagjai

* Az Amt székhelye
| - 1. Amt Bad Oldesloe-Land [székhely: Bad Oldesloe] 1. Grabau 2. Lasbek 3. Meddewade 4. Neritz 5. Pölitz 6. [[Rethwisch 7. Rümpel 8. Steinburg 9. Travenbrück - 2. Amt Bargteheide-Land [székhely: Bargteheide] 1. Bargfeld-Stegen 2. Delingsdorf 3. Elmenhorst 4. Hammoor 5. Jersbek 6. Nienwohld 7. Todendorf 8. Tremsbüttel | - 3. Amt Nordstormarn [székhely: Reinfeld] 1. Badendorf 2. Barnitz 3. Feldhorst 4. Hamberge 5. Heidekamp 6. Heilshoop 7. Klein Wesenberg 8. Mönkhagen 9. Rehhorst 10. Wesenberg 11. Westerau 12. Zarpen - 4. Amt Siek 1. Braak 2. Brunsbek 3. Hoisdorf 4. Siek* 5. Stapelfeld | - 5. Amt Trittau 1. Grande 2. Grönwohld 3. Großensee 4. Hamfelde 5. Hohenfelde 6. Köthel 7. Lütjensee 8. Rausdorf 9. Trittau* 10. Witzhave |

Tangstedt a segebergi Amt Itzstedthez tartozik.

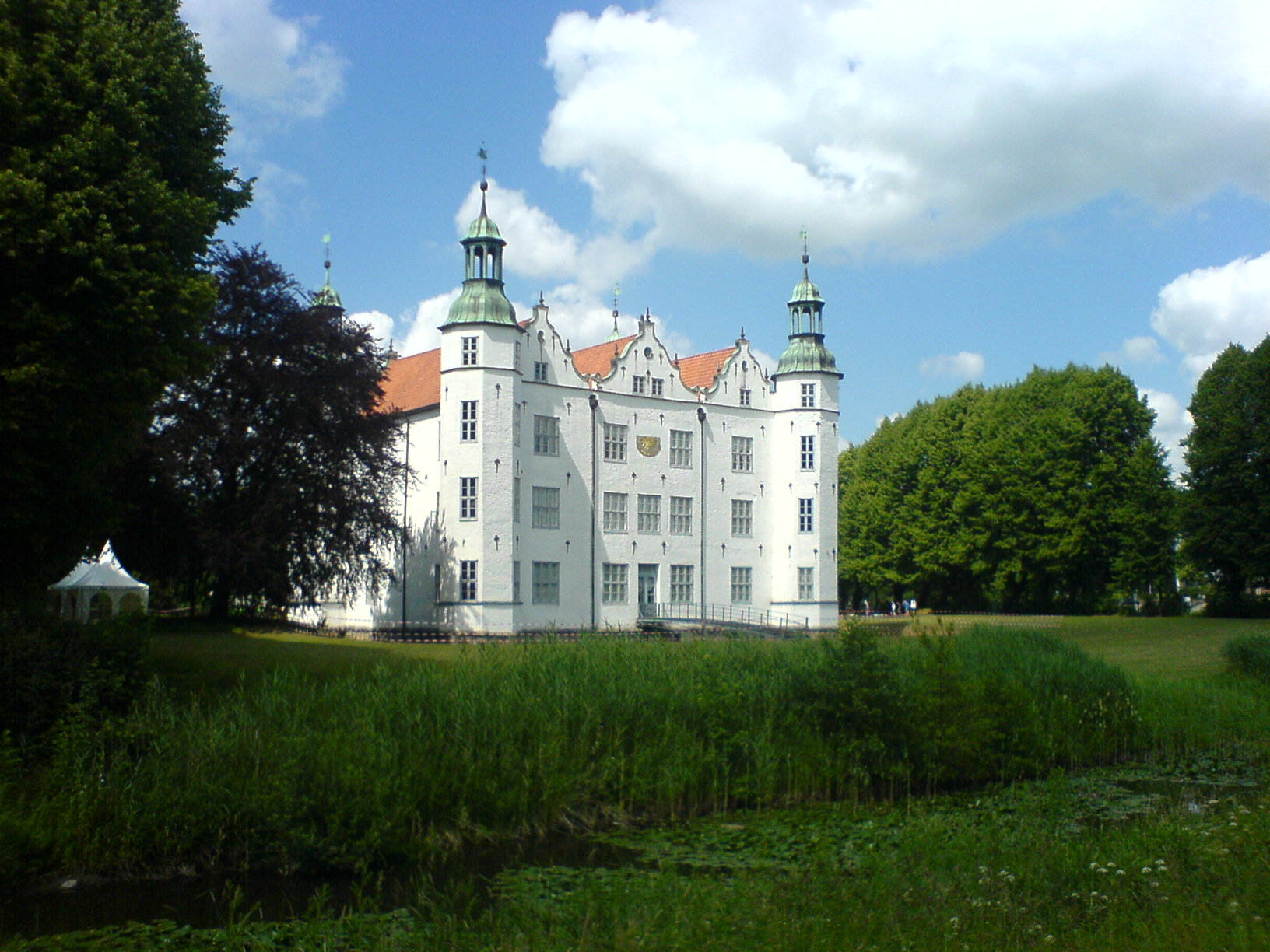
Ahrensburg
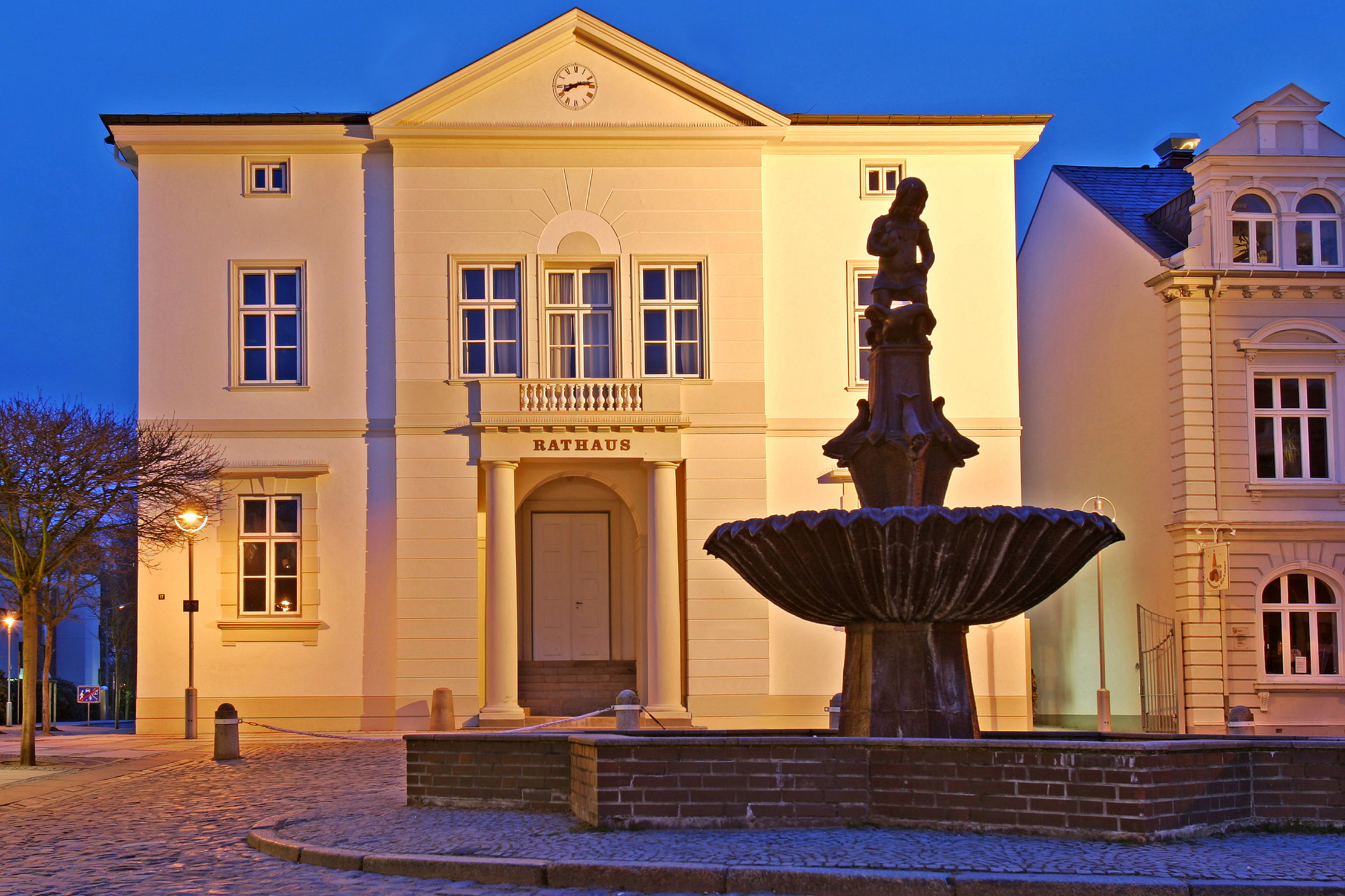
Bad Oldesloe
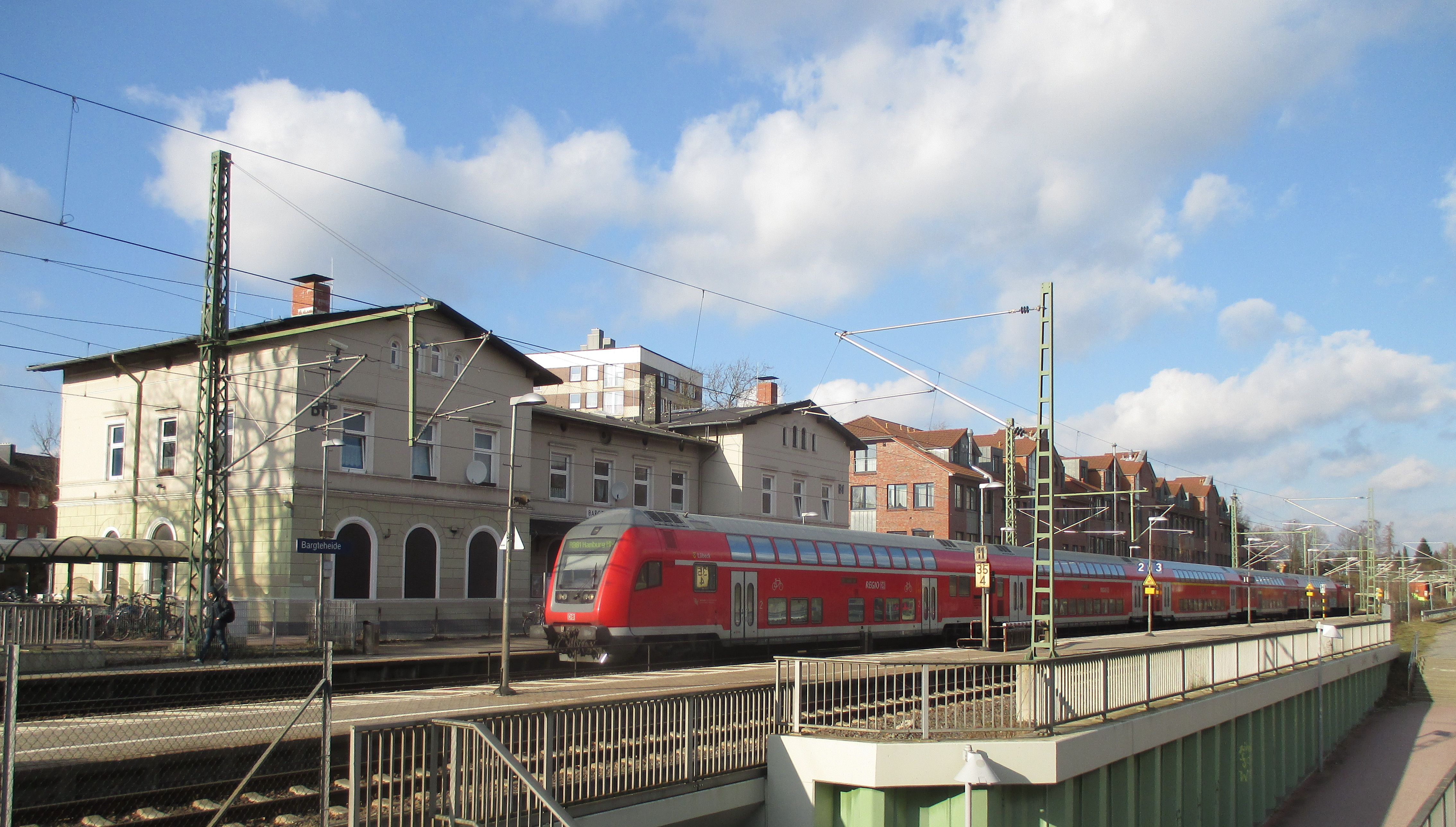
Bargteheide
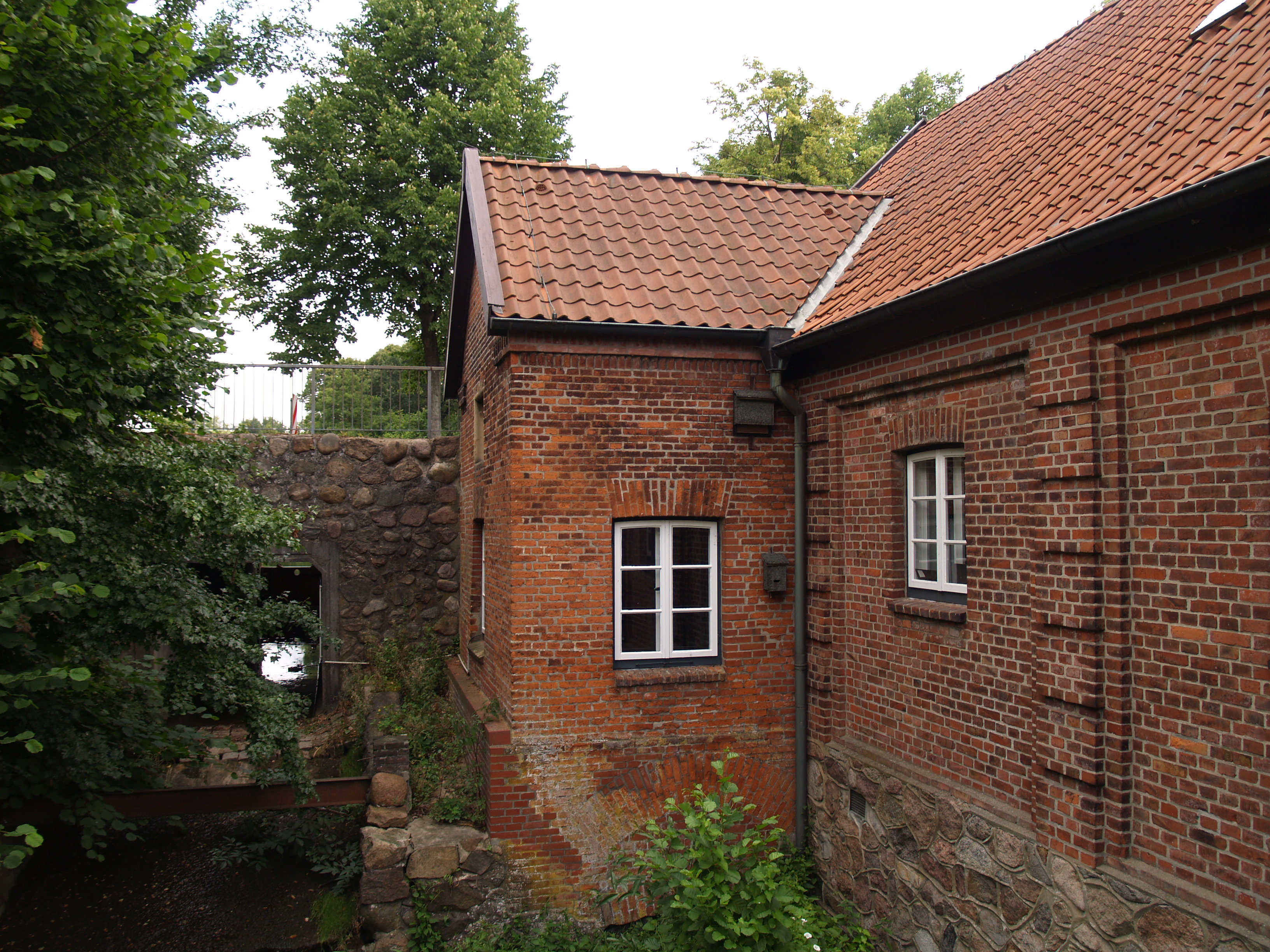
glindei malom
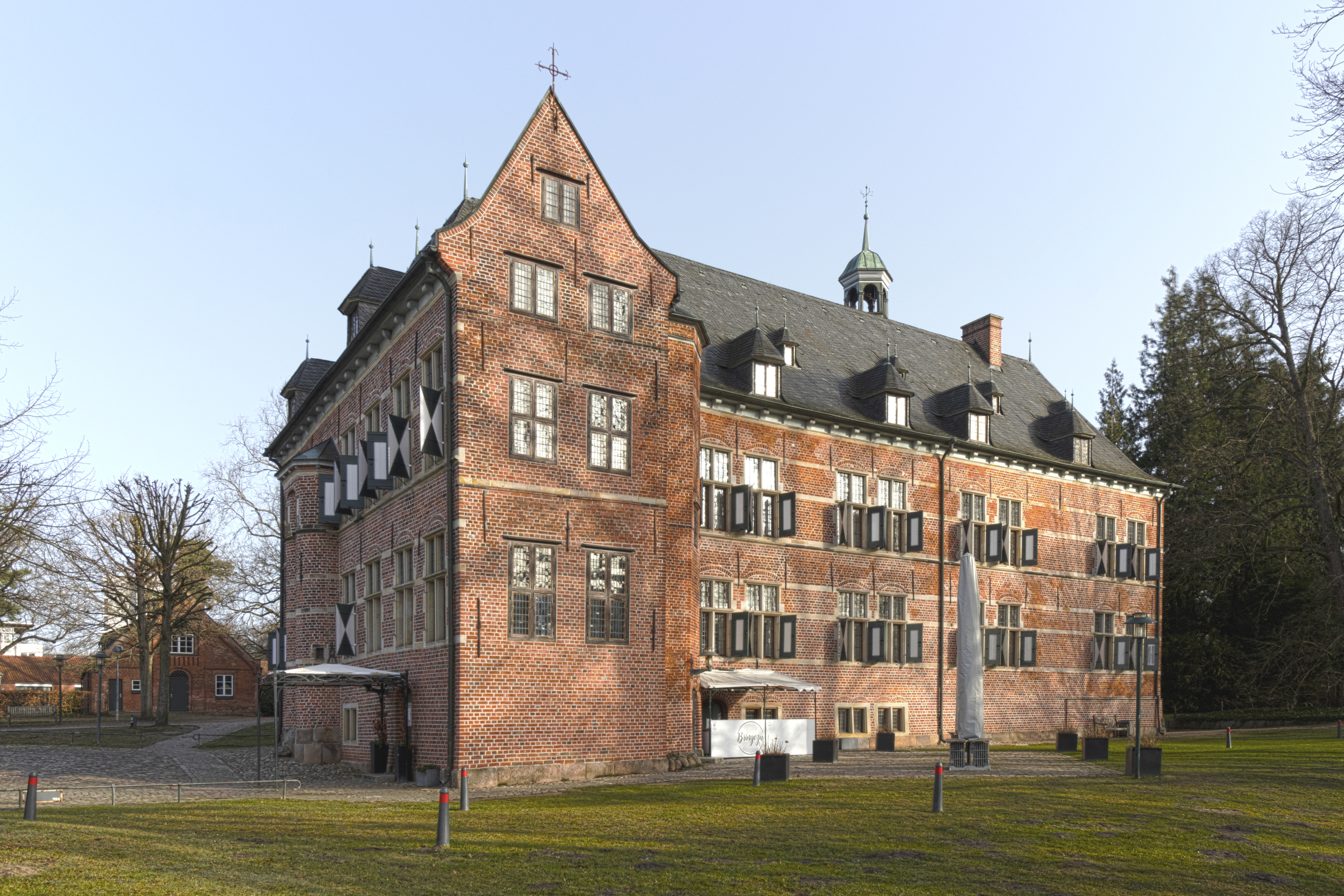
Reinbek
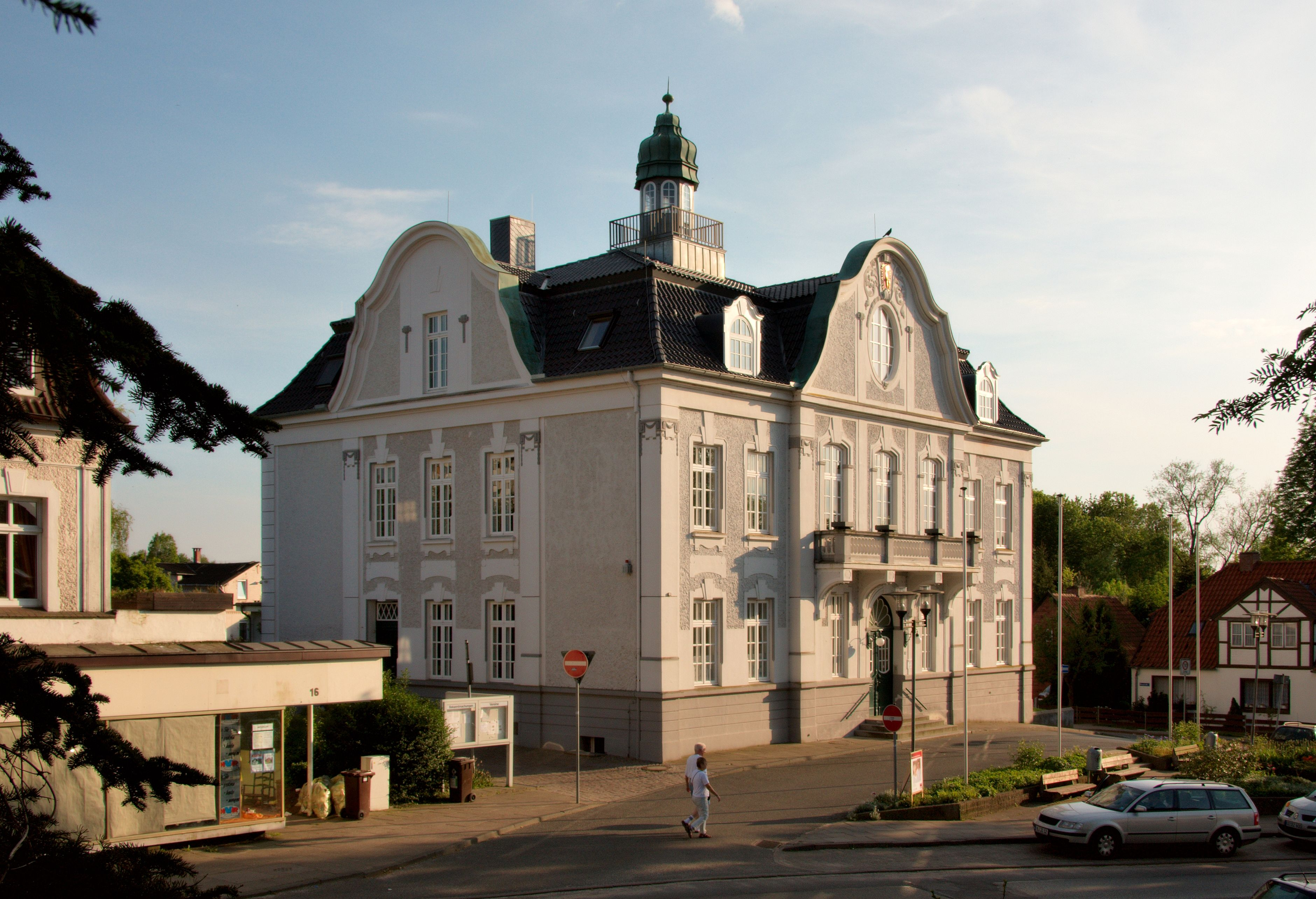
Reinfeld
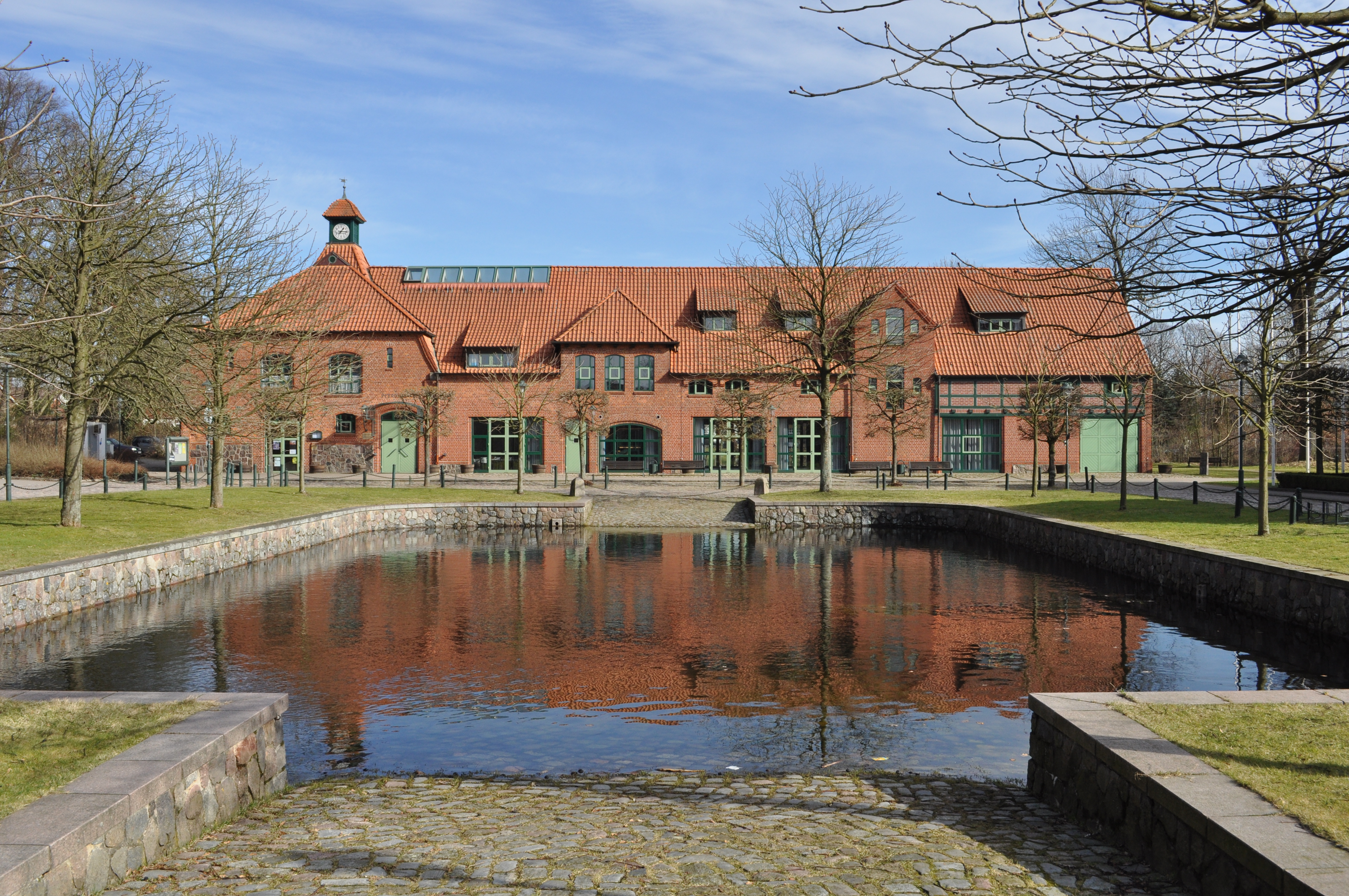
Ammersbek
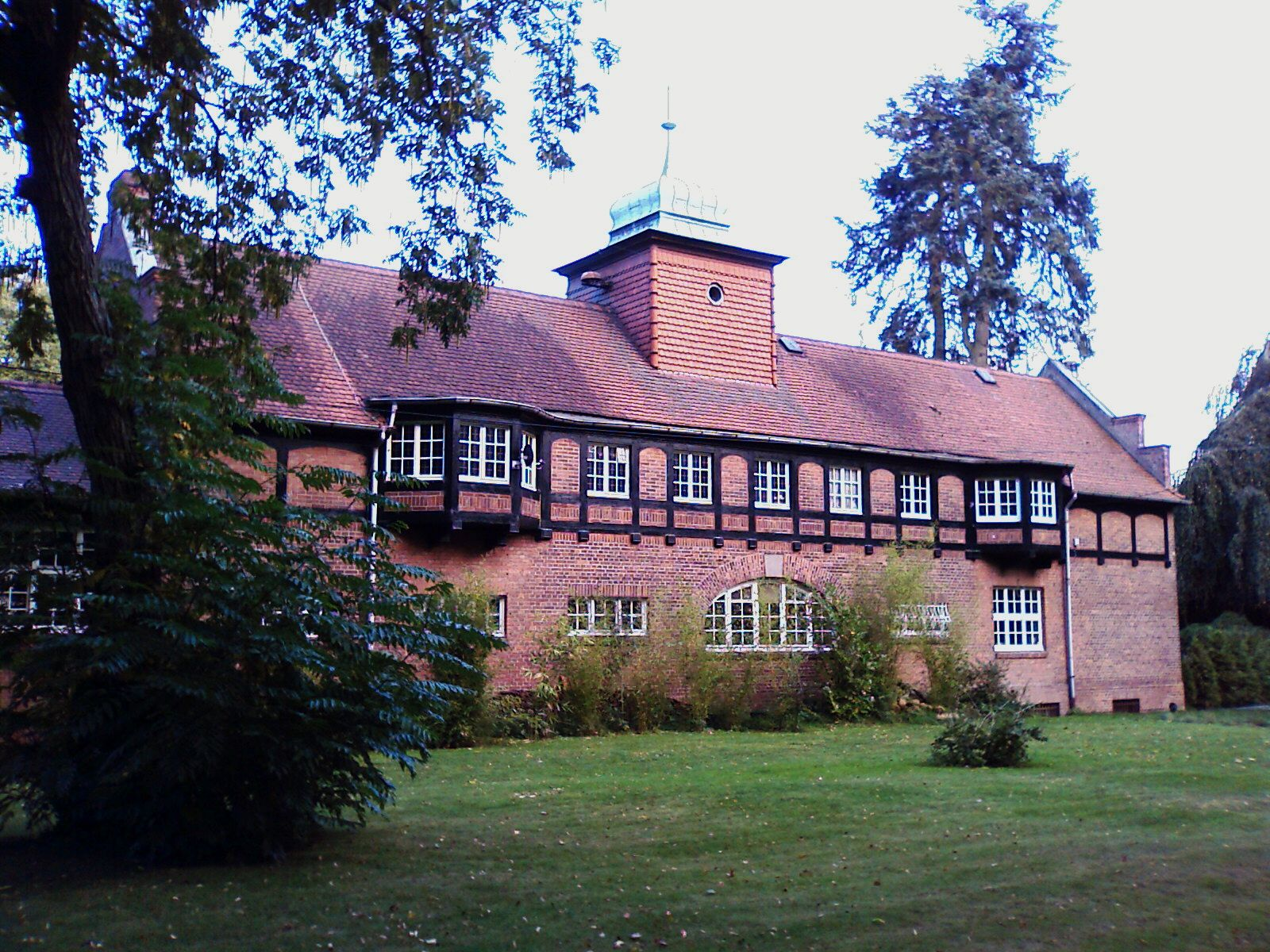
Barsbuettel
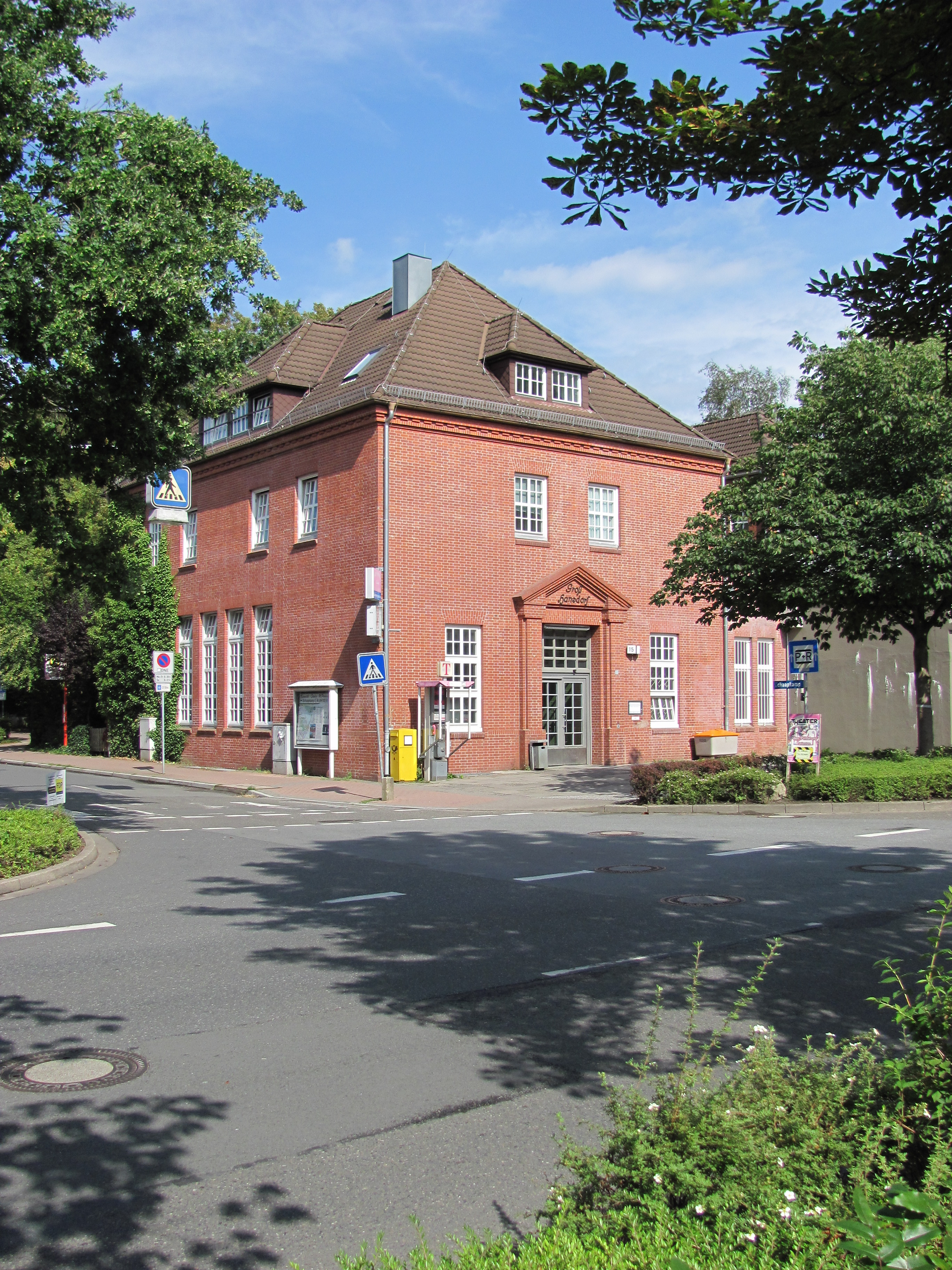
Großhansdorf
ooststeenbeeki vízimalom
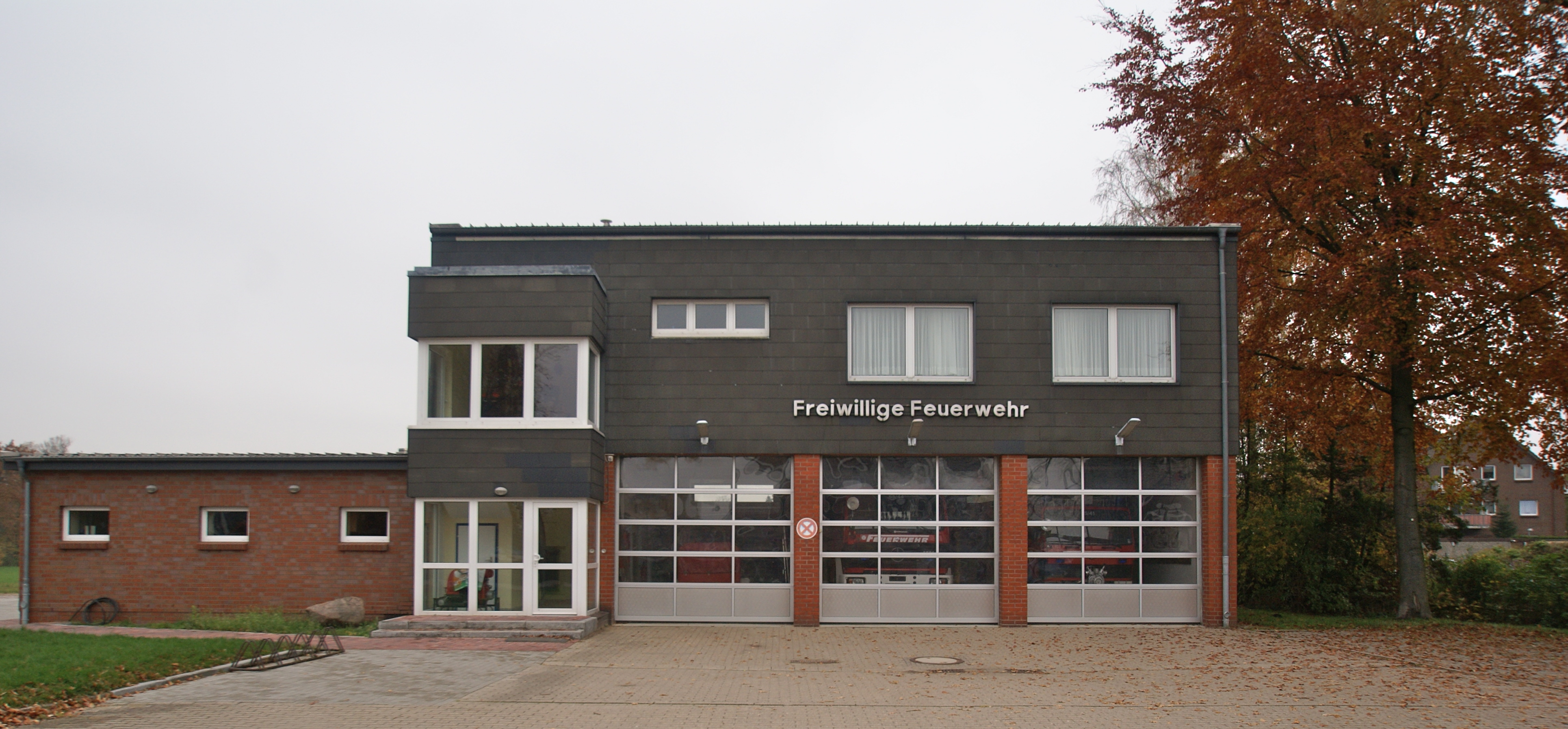
tangstedti tűzoltóság

## Fordítás
- Ez a szócikk részben vagy egészben  a   Kreis Stormarn című német Wikipédia-szócikk fordításán alapul.  Az eredeti cikk szerkesztőit annak laptörténete sorolja fel. Ez a jelzés csupán a megfogalmazás eredetét és a szerzői jogokat jelzi, nem szolgál a cikkben szereplő információk forrásmegjelöléseként.